# Списак градова у Мађарској
У Мађарској званично постоји 3.152 насеља (јануар 2008. г.). Од овог броја преко 10% су градови (званично 328), а остатак села - 2854 сеоских насеља. Насеље званично постаје град повељом са потписом председника Мађарске. За добијање званичног положаја града најчешће потребно је имати више од 3.000 становника, али постоје и градови са мање становника, који су ово звање добили захваљујући другим заслугама (историјске, културне, политичке).

## Назив
У мађарском језику град се назива варош (мађ. város, множ. városok), који се одомаћио и у српском језику. Појмом „варош“ означавају се градови различите величине, тј. не постоји погодан термин за раздвајање термина „град“ и „велеград“. Тако се истим термином означава и двомилионска престоница Будимпешта, и најмањи, Палхаза са једва више од 1.000 становника.

## Градске самоуправе
Мађарска је типична централистички уређена држава, што се лако очитава размештајем градова по државном подручју. Тако је Престоница Будимпешта, као једини прекомилионски град, смештена у средишту државе, а следећих 6-7 градова са 100-200 хиљада становника су равномерно распоређени од Будимпеште ка ободу државе и чине права обласна средишта са образованим подручјима од утицаја.
Стога, Будимпешта, 8-9 пута већа од другог по величини града Дебрецина, чини посебну жупанију главног града (мађ. főváros). 23 већа града имају звање тзв. „градова са жупанијским правима“ (мађ. megyei jogú város). То су сва средишта жупанија и још 5 градова са више од 50.000 становника. Најмањи град са овим звањем је Сексард са око 35.000 становника.

## Списак градова са жупанијским правима
- 1) Подебљним словима су означени градови - седишта жупанија
- 2) звездицом (*) означена обласна средишта по НУТС систему
- 3) код броја становника стрелицама означен тренутни раст или пад становника

| Назив града     | Број ст. 1949. г. | Број ст. 2010. г. | Агломерација 2005. г. | Жупанија             |
| --------------- | ----------------- | ----------------- | --------------------- | -------------------- |
| Будимпешта*     | 1.590.316         | 1.721.556         | 2.451.418             | Град Будимпешта      |
| Дебрецин*       | 115.399           | 207.270           | 237.888               | Хајду-Бихар          |
| Сегедин*        | 104.867           | 169.731           | 201.307               | Чонград              |
| Мишколц*        | 109.841           | 169.226           | 216.470               | Боршод-Абауј-Земплен |
| Печуј*          | 89.470            | 157.680           | 179.215               | Барања               |
| Ђер*            | 69.583            | 130.478           | 182.776               | Ђер-Мошон-Шопрон     |
| Њиређхаза       | 56.334            | 117.832           | 133.084               | Саболч-Сатмар-Берег  |
| Кечкемет        | 61.730            | 112.233           | 140.104               | Бач-Кишкун           |
| Стони Београд*  | 42.260            | 101.973           | 125.369               | Фејер                |
| Сомбатхељ       | 47.589            | 79.438            | 120.813               | Ваш                  |
| Солнок          | 37.520            | 74.656            | 96.465                | Јас-Нађкун-Солнок    |
| Татабања        | 40.221            | 69.988            | 134.055               | Комаром-Естергом     |
| Капошвар        | 37.945            | 68.018            | 82.664                | Шомођ                |
| Бекешчаба       | 44.053            | 64.429            | 156.640               | Бекеш                |
| Ерд             | 16.444            | 64.394            | Велика Будимпешта     | Пешта                |
| Веспрем         | 20.682            | 63.898            | 77.147                | Веспрем              |
| Залаегерсег     | 21.668            | 61.705            | 77.607                | Зала                 |
| Шопрон          | 36.506            | 59.685            | 65.919                | Ђер-Мошон-Шопрон     |
| Јегра           | 32.352            | 56.593            | 75.067                | Хевеш                |
| Велика Канижа   | 33.158            | 50.101            | -                     | Зала                 |
| Дунаујварош     | 3.949             | 48 187            | -                     | Фејер                |
| Ходмезевашархељ | -                 | 47.201            | -                     | Чонград              |
| Шалготарјан     | -                 | 37.632            | -                     | Ноград               |
| Сексард         | -                 | 33.805            | -                     | Толна                |

## Остали градови
→ Задебљаним словима означени остали градови са више од 10.000 становника
| - Абадсалок - Абаујсанто - Абоњ - Адоњ - Ајка - Албертирша - Алшожолца - Асод - Ач - Баболна - Бадачоњтомај - Баја - Бакталорантхаза - Балатоналмади - Балатонбоглар - Балатонлеле - Балатонфелдвар - Балатонфуред - Балатонфизфе - Балашсађармат - Балкањ - Балмазујварош - Барч - Батасек - Батоњтерење - Батања - Бачалмаш - Бекеш - Белапатфалва - Беретћоујфалу - Берхида - Бијаторбађ - Бихаркерестеш - Бичке - Бољ - Боњхад - Боршоднадашд - Будакеси - Будаерш - Бик - Вамошперч - Варпалота - Вац - Вашарошнамењ - Вашвар - Веленце - Верешеђхаз - Весте - Вечеш - Вилањ - Вишеград - Гардоњ - Гед - Геделе - Генц - Дабаш - Девавања - Девечер - Демечер - Деречке - Домбовар - Домбрад - Дорог - Дунаваршањ - Дунавече - Дунакеси - Дунафелдвар - Дунахарасти - Ђал - Ђемро | - Ђенђеш - Ђомаендред - Ђула - Еделењ - Елек - Емед - Енч - Ењинг - Еркењ - Ерчи - Естергом - Жамбек - Захоњ - Залакарош - Залалеве - Заласентгрот - Зирц - Ибрањ - Игал - Ижак - Ишасег - Јаношхалма - Јаношшоморја - Јасапати - Јасароксалаш - Јасберењ - Јасфењсару - Каба - Кадаркут - Казинцбарцика - Калоча - Капувар - Карцаг - Кецел - Кемече - Кендереш - Керекеђхаза - Керешладањ - Керменд - Кестхељ - Кишбер - Кишварда - Кишкере - Кишкереш - Кишкунмајша - Кишкунфелеђхаза - Кишкунхалаш - Киштарча - Киштелек - Кишујсалаш - Козармишлењ - Комади - Комаром - Комло - Косег - Кунхеђеш - Кунсентмартон - Кунсентмиклош - Лабатлан - Лајошмиже - Ленђелтоти - Ленти - Летавертеш - Летење - Леринци - Маглод - Мако - Мандок - Марцали - Маријапоч - Мартфи - Мартонвашар | - Матесалка - Мезеберењ - Мезокевезд - Мезоковачхаза - Мезотур - Мезехеђеш - Мезечат - Миндсент - Мохач - Монор - Мор - Морахалом - Мошонмађаровар - Надудвар - Нађатад - Нађбајом - Нађечед - Нађкало - Нађката - Нађкереш - Нађмарош - Нађхалас - Њекладхаза - Њергешујфалу - Њирадоњ - Њирбатор - Њирлугош - Њиртелек - Озд - Орисентпетер - Орошхаза - Орослањ - Оча - Пакш - Панонхалма - Палхаза - Папа - Пасто - Петервашара - Пецел - Печварад - Пилиш - Пилишверешвар - Полгар - Полгарди - Помаз - Пуспекладањ - Путнок - Ракамаз - Рацкеве - Репцелак - Ретшаг - Рудабања - Сабадсалаш - Сарваш - Сазхаломбата - Сечењ - Сегхалом - Сендре - Сентандреја - Сентеш - Сентготард - Сентлоринц - Серенч - Сигетхалом - Сигетсентмиклош - Сигетвар - Сиксо - Соб - Таб | - Тамаши - Таполца - Тата - Теглаш - Терекбалинт - Терексентмиклош - Тет - Тисавашвари - Тисакечке - Тисалек - Тисаујварош - Тисафелдвар - Тисафуред - Тисачеге - Токај - Толна - Томпа - Тоткомлош - Тура - Туркеве - Ујсас - Ујфехерто - Уљо - Фелшежолца - Фертед - Фехерђармат - Фоњод - Фот - Физешабоњ - Физешђармат - Хајдубесермењ - Хајдудорог - Хајдунанаш - Хајдусамсон - Хајдусобосло - Хајдухадхаз - Хајош - Халастелек - Харкањ - Хатван - Хевеш - Хевиз - Херенд - Цеглед - Цељдемелк - Циганд - Ченгер - Чепрег - Чонград - Чорна - Чорваш - Чурго - Шајосентпетер - Шандорфалва - Шарбогард - Шарвар - Шаркад - Шарошпатак - Шашд - Шатораљаујхељ - Шеље - Шиклош - Шимонторња - Шиофок - Шолт - Шолтвадкерт - Шумег |